# 우리는 해변에서 싸울 것이다

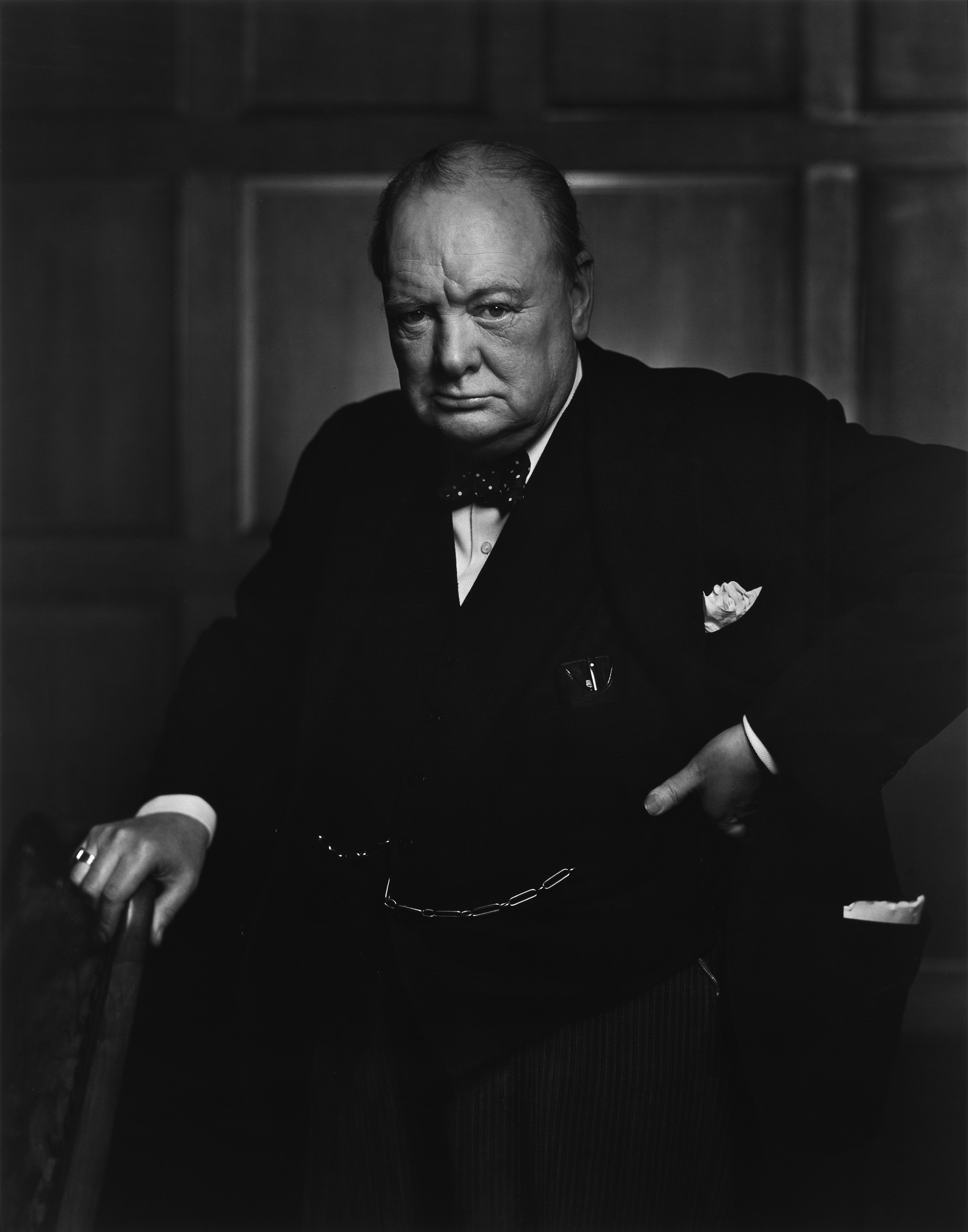
1941년 처칠

"우리는 해변에서 싸울 것이다"는 1940년 6월 4일 영국의 윈스턴 처칠 총리가 하원에서 행한 연설이다. 이 연설은 프랑스 공방전 시기에 행해진 세 가지 주요 연설 중 두 번째였으며, 다른 두 연설은 1940년 5월 13일의 "피, 수고, 눈물, 그리고 땀" 연설과 1940년 6월 18일의 "This was their finest hour" 연설이다. 5주 동안 사건들이 극적으로 전개되었고, 전반적으로 주제는 비슷했지만 각 연설은 다른 군사 및 외교적 맥락을 다루었다.
이 연설에서 처칠은 거대한 군사적 재앙을 설명하고, 궁극적인 승리에 대한 의심을 불러일으키지 않으면서 나치 독일의 가능성 있는 침공 시도에 대해 경고해야 했다. 그는 또한 프랑스가 전쟁에서 이탈하는 것에 대해 프랑스를 어떤 식으로든 놓아주지 않으면서 국내 청중을 준비시켜야 했고, 5월 13일 연설에서 "아무리 길고 힘든 길이라 할지라도 승리"라는 목표를 선언했던 그의 정책과 목표가 중간에 발생한 사건들에도 불구하고 변함없다는 것을 재확인하고 싶었다.

## 배경
윈스턴 처칠은 유럽의 제2차 세계 대전 발발 8개월 후인 1940년 5월 10일 영국 총리에 취임했다. 그는 다당 연립 정부의 수장으로서 취임했는데, 이는 연합군의 노르웨이 남부 철수에서 나타난 전쟁 수행에 대한 불만으로 인해 이전 정부(네빌 체임벌린이 이끌던)를 교체한 결과였다.
우연히도, 독일 독일 국방군의 저지대 국가와 프랑스에 대한 공세는 5월 10일 네덜란드, 벨기에 및 룩셈부르크 침공과 함께 시작되었다. 처칠은 5월 13일 총리로서 하원에서 처음으로 연설하여 새 행정부의 구성을 발표했다.
하원에게 말씀드리건대, 이 정부에 합류한 사람들에게도 말했듯이: "나는 피와 수고와 눈물과 땀 외에는 아무것도 제공할 것이 없다."

그 연설에서 그는 프랑스와 저지대 국가의 군사 상황에 대해 아무 언급도 하지 않았다.
독일의 공세가 1914년과 거의 동일한 노선으로 전개될 것으로 예상하면서, 영국 원정군 (BEF)의 통신선은 "단거리 횡단" 해협 항구들 – 불로뉴쉬르메르, 칼레, 됭케르크 등 – 을 통하지 않고, 오히려 디에프와 르아브르를 통했다. 5월 13일, 독일 국방군의 아르덴을 통한 공격은 스당의 뫼즈강에 도달하여 이를 건너 프랑스군의 방어선을 돌파했다. 5월 20일까지 독일 국방군 기갑 사단은 아브빌의 영국 해협 해안에 도달하여 BEF와 프랑스 제1군을 주 프랑스군과 분리시켰다.
독일 국방군은 다음으로 해안선을 따라 잘려나간 연합군을 공격했고, 소규모 연합군만이 저항할 수 있었다. 5월 28일 벨기에의 항복 이후, 연합군의 동부 측면에도 틈이 생겼는데, 연합군은 됭케르크의 항구 주변의 작은 포위망으로 후퇴할 수밖에 없었다. 이 포위망에서 BEF의 대부분과 상당수의 프랑스군이 다이나모 작전으로 철수했지만, 이 부대들은 거의 모든 중장비(수송 장비, 전차, 포병 및 탄약)를 남겨두었다. 프랑스 제1군은 대부분의 부대가 릴 주변에 포위되었다. 됭케르크에서 철수된 부대들은 프랑스에 재상륙했지만, 더 이상 전투에 참여하지 않았다. 그들은 프랑스가 함락될 때까지 브르타뉴반도에서 재편성 중이었다.
처칠은 5월 28일 벨기에의 항복을 보고하며 다음과 같이 결론지으며 하원에 짧은 성명을 발표했다.
한편, 하원은 힘들고 무거운 소식에 대비해야 합니다. 제가 덧붙일 것은 이 전투에서 어떤 일이 일어나더라도 우리가 맹세한 세계의 대의를 방어할 의무를 어떤 식으로든 면제할 수 없다는 것입니다. 또한, 우리 역사상 이전의 경우와 마찬가지로 재앙과 슬픔을 뚫고 적을 궁극적으로 패배시킬 우리 능력에 대한 우리의 확신을 파괴해서는 안 됩니다.

그는 6월 4일에 군사 상황에 대한 추가 성명을 약속했으며, 실제로 연설의 주요 부분은 스당에서 독일의 돌파 이후 BEF에 영향을 미친 군사적 사건들에 대한 설명이다.
독일의 돌파는 남쪽으로 확장되지 않았고, 프랑스군은 엔주와 솜강을 따라 비교적 얇은 방어선을 즉석에서 구축했다. 영국 군사 평가는 이것이 독일 국방군의 어떤 주요 공격도 견디기 어려울 것이라고 보았다. 공중에서는 프랑스군이 전투기 부족에 시달렸고, 전투 중 많은 손실로 인해 부족은 더욱 심화되었다. 따라서 프랑스 군사 지휘관들은 영국 전투기 비행대를 추가로 프랑스 전투에 파견해 줄 것을 요청했다. 정치적으로는 프랑스가 더 이상의 군사적 재앙이 없더라도 전쟁을 계속할 의지에 상당한 의구심이 있었다. 처칠은 프랑스에 전투기 비행대를 파견하는 것에 찬성했는데, 그는 이 조치가 프랑스 국민의 사기를 유지하는 데 필수적이며, 프랑스군의 붕괴에 대한 어떤 변명도 주지 않을 것이라고 생각했기 때문이다. 이는 아마도 전쟁에서 이탈할 뿐만 아니라 영국에 적대적인 프랑스 정부로 이어질 수 있었다. 영국 전시 내각은 6월 3일 회의와 6월 4일 아침 회의에서 이 문제를 논의했지만, 영국 왕립 공군과 공군 장관인 아치볼드 싱클레어 경의 조언을 받아 영국의 우선순위는 자체 방어를 준비하는 데 있어야 한다고 결정했다. 프랑스에 주둔한 3개 비행대는 전투력을 유지하되, 프랑스 전투를 위해 더 이상의 비행대를 파견할 수는 없었다.
BEF의 대부분이 영국으로 돌아온 것에 대한 안도에도 불구하고, Mass-Observation은 여러 지역에서 민간인 사기가 제로라고 보고했으며, 한 관찰자는 모두가 자살 충동을 느끼는 것 같다고 주장했다. 인구의 절반만이 영국이 계속 싸울 것이라고 예상했으며, 수천 명의 감정은 다음과 같이 요약되었다.
이것은 우리의 전쟁이 아니다 – 이것은 긴 단어를 사용하고 다른 감정을 가진 고위층 사람들의 전쟁이다.

따라서 이 연설에서 전쟁의 미래 진로와 수행에 대해 이야기할 때, 처칠은 궁극적인 승리에 대한 의심을 불러일으키지 않으면서 거대한 군사적 재앙을 설명하고 독일의 침공 가능성에 대해 경고해야 했다. 그는 프랑스가 전쟁에서 이탈하는 것에 대해 어떤 식으로든 프랑스를 놓아주지 않으면서 국내 청중을 준비시켜야 했다. 프랑스가 평화를 구한 직후인 6월 18일 그의 다음 연설에서 처칠은 다음과 같이 말했다.
지난 2주 동안 일어난 군사적 사건들은 나에게 어떤 놀라움도 주지 않았다. 사실, 나는 2주 전에 하원에 최악의 가능성이 열려 있음을 가능한 한 분명히 지적했으며, 프랑스에서 어떤 일이 일어나더라도 영국과 영국 제국이 필요하다면 수년 동안, 필요하다면 홀로 싸울 결심에 아무런 변화도 없을 것임을 분명히 했다.

마지막으로, 그는 5월 13일 연설에서 말했던 것처럼 중간에 발생한 사건들에도 불구하고 변함없는 정책과 목표를 재확인해야 했다. 그 연설에서 그는 다음과 같이 말했다.
우리 앞에는 가장 심각한 시련이 놓여 있다. 우리 앞에는 수없이 길고 긴 투쟁과 고통의 달들이 놓여 있다. 당신은 우리의 정책이 무엇이냐고 묻는가? 나는 말하겠다. 그것은 바다와 육지, 그리고 공중에서, 우리가 가진 모든 힘과 신이 우리에게 줄 수 있는 모든 힘으로 전쟁을 수행하는 것이다. 인간 범죄의 어둡고 비참한 목록에서 결코 능가할 수 없는 괴물 같은 폭정에 맞서 전쟁을 수행하는 것이다. 그것이 우리의 정책이다. 당신은 우리의 목표가 무엇이냐고 묻는가? 나는 한 단어로 대답할 수 있다. 그것은 승리다. 어떤 대가를 치르더라도 승리, 모든 공포에도 불구하고 승리, 아무리 길고 힘든 길이라 할지라도 승리다.

### 가능한 영감
S.L.A. 마샬은 이 연설이 두엘란 회의에서 페르디낭 포슈 장군의 영감을 받았을 수도 있다고 언급했는데, 그는 더글러스 헤이그에게 다음과 같이 물었다고 전해진다.
당신은 싸우지 않는가? 나는 쉬지 않고 싸울 것이다. 나는 아미앵 앞에서 싸울 것이다. 나는 아미앵에서 싸울 것이다. 나는 아미앵 뒤에서 싸울 것이다. 나는 항상 싸울 것이다. 나는 결코 항복하지 않을 것이다.

또 다른 영감의 원천은 1918년 6월에 조르주 클레망소가 한 말일 수 있다.
네, 독일군은 파리를 점령할 수 있습니다. 그것이 제가 전쟁을 하는 것을 막지는 못할 것입니다. 우리는 루아르에서 싸울 것이고, 필요하다면 가론에서, 심지어 피레네에서도 싸울 것입니다. 만약 결국 피레네에서 쫓겨난다면, 우리는 바다와 아프리카에서 전쟁을 계속할 것입니다. 하지만 평화를 만드는 일은 결코 없을 것입니다! 그들이 저에게 그것을 기대하지는 않을 것입니다.

## 결론
이 결론은 전쟁과 처칠의 경력에서 가장 훌륭한 연설 순간 중 하나로 널리 평가받는다.
다시 한번, 그리고 이번에는 좀 더 일반적으로, 침공 문제로 돌아가서, 저는 우리가 자랑하는 이 모든 오랜 세기 동안, 우리 국민에게 침공에 대한 절대적인 보장, 심지어 심각한 습격에 대한 보장조차 주어진 적이 없다는 것을 말씀드리고 싶습니다. 제가 방금 말했던 나폴레옹 시대에는, 그의 수송선을 해협 너머로 실어 날랐을 바람이 봉쇄 함대를 날려버렸을 수도 있었습니다. 항상 기회가 있었고, 그 기회가 많은 대륙의 폭군들의 상상력을 자극하고 속였습니다. 많은 이야기가 전해집니다. 우리는 새로운 방법이 채택될 것이라고 확신하며, 우리 적이 보여주는 악의 독창성, 침략의 기발함을 볼 때, 우리는 확실히 모든 종류의 새로운 전략과 모든 종류의 잔인하고 기만적인 기동에 대비해야 합니다. 저는 어떤 생각도 너무 기괴해서 심사숙고하고, 동시에 침착한 시선으로 보지 말아야 할 것은 없다고 생각합니다. 우리는 해양력의 확고한 보장과 지역적으로 행사될 수 있는 공군력의 보장을 결코 잊어서는 안 됩니다.
저는 모든 사람이 자신의 의무를 다하고, 아무것도 소홀히 하지 않으며, 최선의 조치가 취해진다면, 우리가 다시 한번 우리의 섬 집을 지켜내고, 전쟁의 폭풍을 헤쳐나가고, 필요하다면 수년 동안, 필요하다면 홀로 폭정의 위협을 견뎌낼 수 있음을 전적으로 확신합니다. 어쨌든, 그것이 우리가 하려는 일입니다. 그것이 국왕 폐하 정부의 결심입니다 – 모든 사람이 그렇습니다. 그것이 의회와 국가의 의지입니다. 그들의 대의와 필요로 뭉친 대영 제국과 프랑스 공화국은 그들의 본토를 죽기까지 방어할 것이며, 선한 전우들처럼 서로 최대한의 힘으로 도울 것입니다.
유럽의 넓은 지역과 많은 오래되고 유명한 국가들이 게슈타포와 나치 통치의 모든 끔찍한 기구의 손아귀에 떨어졌거나 떨어질 수 있겠지만, 우리는 지치거나 실패하지 않을 것입니다. 우리는 끝까지 나아갈 것입니다. 우리는 프랑스에서 싸울 것입니다. 우리는 바다와 대양에서 싸울 것입니다. 우리는 공중에서 더욱 커지는 자신감과 힘으로 싸울 것입니다. 우리는 어떤 대가를 치르더라도 우리의 섬을 방어할 것입니다. 우리는 해변에서 싸울 것입니다. 우리는 상륙 지점에서 싸울 것입니다. 우리는 들판과 거리에서 싸울 것입니다. 우리는 언덕에서 싸울 것입니다. 우리는 결코 항복하지 않을 것입니다. 그리고 비록 제가 한 순간도 믿지 않지만, 이 섬이나 그 넓은 부분이 정복되어 굶주리게 된다 할지라도, 바다 너머의 우리 제국은 영국 함대의 무장과 보호를 받으며 계속 투쟁할 것입니다. 하나님의 적절한 때에, 모든 힘과 권능을 가진 신세계가 구원과 구제를 위해 나설 때까지 말입니다.

"우리는 해변에서 싸울 것이다"로 시작하여 "항복"으로 끝나는 문장에서 마지막 단어 – "항복" – 만이 고대 영어 뿌리를 가지고 있지 않다고 흔히 말한다.

## 반응
연설 직후 처칠은 동료에게 "우리가 가진 것이라고는 부러진 맥주병 꽁무니뿐이니 그걸로 싸울 거야!"라고 중얼거렸다고 한다. 그럼에도 불구하고 처칠은 청중에게 깊은 인상을 주었고 연설은 즉시 역사적인 것으로 인정받았다. 처칠의 비서 중 한 명인 조크 콜빌은 자신의 일기에 "하원을 명백히 감동시킨 웅장한 연설"이라고 기록했다. 보수당 의원인 칩스 캐논은 자신의 일기에 "그는 유창하고 웅변적이었으며 훌륭한 영어를 구사했다. 여러 노동당 의원들이 울었다"고 썼다. 다르다넬스 전역 이후 처칠의 친구이자 흠모자였던 노동당 의원 조시아 웨지우드는 그에게 "나의 윈스턴. 그것은 천 개의 총과 천 년의 연설의 가치가 있었다"고 썼다.
그의 다음 연설인 "This was their finest hour"와 달리, 처칠의 6월 4일 하원 연설은 그날 저녁 라디오 생방송으로 다시 방송되지 않았다. 오히려 그의 이전 연설인 "피, 수고, 눈물, 그리고 땀" 연설과 마찬가지로, 그날 저녁 BBC 뉴스 방송에서 뉴스 진행자가 발췌문을 읽었다. 그들은 비타 새크빌-웨스트에게 큰 인상을 주었다.
아나운서가 반복해서 읽어주었음에도 불구하고, 그것은 내 등골을 오싹하게 만들었다(두려움 때문이 아니라). 그의 엘리자베스 시대적인 문구에 감동받는 이유 중 하나는, 거대한 요새처럼 그 뒤에 깔린 거대한 힘과 결의를 느끼기 때문이라고 생각한다. 그것들은 결코 단어 자체를 위한 단어가 아니다.

다음 해 미국 언론인 H. R. 니커보커는 그의 말이 "우리 모두가 기억해야 할 가치가 있다"고 썼으며, "처칠의 사진과 함께 이 말들은 대영 제국 전역의 집과 사무실에 게시되어 있다"고 언급했다.

## 녹음
원래 연설 당시에는 오디오 기록이 없었으며, 처칠은 1949년에야 이전 연설을 반복하여 오디오 녹음을 제작했다. 그럼에도 불구하고, 많은 사람들이 전쟁 후에 잘못 기억하여 1940년에 라디오로 처칠의 연설을 들었다고 생각했지만, 실제로는 BBC 뉴스 보도에서 그의 말을 인용한 것뿐이었다.
1984년, 영국의 헤비메탈 밴드 아이언 메이든은 그들의 노래 "Aces High" 비디오 시작 부분에 이 녹음의 일부를 믹싱했는데, 이 노래는 영국 본토 항공전에서 영감을 받았으며, 무대에서 공연할 때도 이 녹음을 노래의 도입부로 사용했다. 아이언 메이든은 또한 1984년 월드 슬레이브리 투어를 비롯한 많은 라이브 공연의 시작 부분으로 이 부분을 사용한다. 슈퍼트램프의 1977년 앨범 Even in the Quietest Moments...의 마지막 트랙인 "Fool's Overture"에서는 런던의 빅 벤 종소리와 함께 연설의 일부 발췌문이 들린다.

## 대중적인 통념
두 가지 대중적인 통념이 신문과 블로그에서 흔히 퍼져 있다. 1972년, 배우 노먼 셸리는 처칠을 흉내 내어 연설을 녹음했다고 주장했다. 이 주장은 1994년 서적, 2000년 이코노미스트 기사, 그리고 2002년 크리스토퍼 히친스의 애틀랜틱 기사에 실렸으며, 다음 주장을 포함하고 있다.
통념 1: 연설은 배우 노먼 셸리가 낭독했으며, 아마도 처칠이 너무 취했기 때문일 것이다. 셸리는 1942년에 실제로 다른 처칠 연설을 음반으로 녹음했지만, 라디오 방송에서 총리를 흉내낸 적은 없다.

통념 2: 연설에서 가장 기억되는 부분은 아마도 이전 총리인 네빌 체임벌린의 라디오 연설에서 영감을 받았을 것이며, 그 연설에는 다음 문장이 포함되어 있었다. 
만약 적이 이 나라를 침략하려고 한다면 우리는 공중과 해상에서 그들과 싸울 것이다. 우리는 우리가 가진 모든 무기로 해변에서 그들과 싸울 것이다. 그들은 여기저기서 돌파구를 마련할 수도 있다. 만약 그들이 그렇게 한다면 우리는 모든 도로, 모든 마을, 모든 집에서 그들이나 우리가 완전히 파괴될 때까지 싸울 것이다.

자주 인용되는 이 체임벌린의 인용문은 키스 파일링의 1946년 저서 "네빌 체임벌린의 생애"에 나오지만, 이는 "6월 30일 [...] 방송"을 언급하며 원래 처칠의 연설 이후의 날짜를 제시하고 있다.

## 같이 보기
- 처칠 전시 내각
- 제2차 세계 대전 중 영국 본토 전선 타임라인

## 더 읽어보기
- Maguire, Lori. "'We Shall Fight': A Rhetorical Analysis of Churchill's Famous Speech." Rhetoric & Public Affairs 17.2 (2014): 255–286, at JSTOR

- Yergensen, Brent. "Sovereignty, Brexit, and Dunkirk: Winston Churchill's 'Fight Them on the Beaches' Speech as Nationalist Memory." Film & History 53.1 (2023): 31-44. As used in recent British politics.